# Бирючина обыкновенная
Бирючи́на обыкнове́нная (лат. Ligústrum vulgáre) — вид кустарников из рода Бирючина семейства Маслиновые (Oleaceae).

## Распространение и среда обитания
В природе встречается на юге Западной, Центральной Европы (на территории бывшего СССР на Украине, в северной Молдавии, в горном Крыму и на Кавказе), в Средиземноморье, в том числе в Северной Африке, на северо-западе Ирана, Малой Азии.
Обитает в тёплых лиственных лесах, дубово-грабовых рощах, а также в пойменных лесах в сопровождении вязовых. Теневыносливый ксеро-мезофит.

## Ботаническое описание
Листопадный кустарник или невысокое деревце высотой до 5 метров.
Листья супротивные, простые, копьевидные, кожистые, сверху тёмно-зелёные, снизу более светлые, заострённые.
Цветки белые, ароматные, собраны в черешчатые метельчатые соцветия. Цветение в июне — июле.
Плоды округлой формы, представляют собой блестящую круглую ягоду. Для людей ядовиты.

## Использование
Широко используется в качестве живых изгородей, так как легко переносит стрижку и формирование кроны.